# The Long Hot Summer (The Style Council)
The Long Hot Summer is een lied van The Style Council uit 1983. In Engeland haalde het de derde plaats, in Nederland werd het twee maanden te laat uitgebracht om nog een zomerhit te kunnen worden.

## Geschiedenis
The Long Hot Summer werd opgenomen voor de ep A Paris tijdens een verblijf in de Franse hoofdstad. Zanger-gitarist Paul Weller, die The Jam had ontbonden om de soulkant op te kunnen gaan, zou voor dit nummer geïnspireerd zijn door Between the Sheets van de Isley Brothers. De bijbehorende videoclip, waarin Weller en toetsenist Mick Talbot de rivier opgaan en onderweg de als beatnik verklede drummer Steve White tegenkomen, veroorzaakte opschudding vanwege een door sommigen als homo-erotisch ervaren scène.
In 1989, tijdens de nadagen van The Style Council, werd The Long Hot Summer heruitgebracht in een remixversie waarbij Wellers ad-libs in het laatste refrein op de voorgrond werden geplaatst; ditmaal werd het een top 30-notering.